# Teoria do Drone
Théorie du drone (em português: Teoria do drone) é um livro de ciência política publicado originalmente em 24 de abril de 2013 pelo filósofo e pesquisador do Centre National de la Recherche Scientifique, Grégoire Chamayou que aborda criticamente as ações de drones de maneira ética, jurídica e filosófica.
A palavra drone é definida pelo exército norte-americano como “veículo terrestre, naval ou aeronáutico, controlado a distância ou de modo automático” ou seja, qualquer veículo não tripulado e controlado à distância, seja qual for a sua finalidade. Apesar do nome popular "drone", militares utilizam outros nomes como Unmanned Aerial Vehicle(em português: veículo aéreo não tripulado) ou Unmanned Combat Air Vehicle(em português: veículo aéreo de combate não tripulado).
Teoria do Drone lida com com os drones descritos como “Câmeras de vídeo voadoras, de alta resolução, armadas de mísseis”, tornando possível vigiar e matar sem expor o operador.

## Ato I - Técnicas e Táticas

### 1. Metodologias do ambiente hostil
O primeiro capítulo aborda a ideia de que graças a drones as guerras tem se tornado unilaterais onde soldados de um lado são substituídos por veículos armados telecomandados à distância, causando mortes a apenas ao outro lado. É comentado também a teoria de que o drone pode ser considerado um alter ego do operador, onde suas consciência é incorporada à máquina e a única distinção seria apenas a ausência da "carne viva do primeiro". Como resultado, há uma divisão no espaço de guerra, criando duas zonas distintas, a zona hostil e a zona segura, nesta última é onde se encontra o operador

### 2. Genealogia do Predator
Historicamente, os primeiros drones eram utilizados como alvos pelos soldados americanos em treinos durante a segunda guerra mundial, e foi então que receberam o nome de "drone" que em inglês significa zangão, fazendo uma alusão não apenas ao barulho produzido pela máquina voadora teleguiada, mas também ao fato dos zangões não possuírem ferrões e serem mortos por abelhas, seu apelido era "target drones"(em português: drones-alvos). Entretanto, os drones só foram para os campos de batalhas muito tempo depois, no Vietnã cujo trabalho era de reconhecimento, seu nome era "Lightning Bugs", logo após o fim da guerra o projeto foi deixado de lado. Também na Guerra do Yom Kippur foram utilizados drones de maneira tática pelo lado de Israel, fazendo com que o Egito gastasse sua munição inutilmente contra veículos teleguiados, permitindo a Israel o controle aéreo. Mais tarde Israel voltaria a utilizar esta mesma tática, mas desta vez contra os sírios. Estes fatos demonstram que na quela época drones eram utilizados apenas para angariar informações e servirem de iscas. Apenas em 2001, pouco antes do fatídico 11 de setembro, que oficiais do exército tiveram a ideia de equipar bombas em um drone como uma experiência, transformando assim o drone Predator em um predador de fato.

### 3. Princípios teóricos da caça ao homem
Em 2004, um homem criou um site onde era possível caçar animais em uma fazenda com um drone armado através um computador. Esta atividade recebeu diversas críticas tanto de grupos ultraconservadores quanto de organizações de proteção aos animais, em defesa, o criador do site, John Lockwood, alegou que a ideia do site era permitir que pessoas deficientes pudessem praticar caça de maneira segura e chegou a citar o caso de um soldado americano no Iraque que graças ao site pode sentir o prazer de caçar a milhares de quilómetros de casa. De maneira similar, o exército americano abate e caça homens no Oriente Médio de maneira fria, onde o inimigo pode apenas tentar fugir e se esconder enquanto é caçado por drones. Sob alegação de defesa pessoal, homens são abatidos numa "lógica de segurança baseada na eliminação preventiva de indivíduos perigosos"

### 4. Vigiar e aniquilar

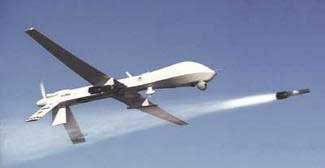
Drone Predator disparando um míssil hell-fire

Nos céus o drone tenta imitar a ideia do olho de Deus, onde do alto com sua potente câmera se tornaria onipresente, revolucionando assim a maneira de vigiar constantemente o inimigo. no livro o autor agrupa as inovações em 5 grandes princípios:
1. Princípio de olhar persistente ou de vigília permanente.
2. Princípio de totalização das perspectivas ou de vista sinóptica.
3. Princípio de arquivamento total ou do filme de todas as vidas.
4. Princípio de fusão de dados.
5. Princípio de esquematização das formas de vida.[9]

O efeito desta constante vigilância é a petrificação da população e um terror constante criado não por barreiras físicas, mas por objetos sobrevoando incessantemente sobre suas cabeças

### 5. Análise das formas de vida
Toda terça feira um grupo de homens, membros da segurança nacional, se reúnem por teleconferência para criarem uma lista cheia de nomes a qual será entregue ao presidente e este autorizará a morte dos homens nomeados na lista, oralmente. Além destes ataques nominativos, existem também ataques baseados apenas em características que supostamente definem se a pessoa pertence ou não à uma "organização terrorista", atacando-a sem ao mesmo saber seu nome. Curiosamente este último método é o mais utilizado. Estes padrões são formados de acordo com sua lista de relacionamento e lugares que costuma visitar, ou seja se você se relaciona com alguém que já se inclui em uma lista de suspeitos, isto o torna um suspeito também, ou se você passa a fazer um caminho diferente para o seu trabalho, também pode vir a se tornar um suspeito. Entretanto estes métodos são questionáveis uma vez que há inúmeros casos de falhas resultando em mortes de inocentes.

### 6. Kill Box

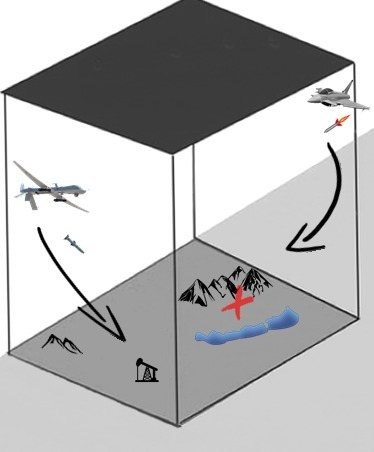
Kill Box

Com a crescente ideia de combate ao terror, a permissividade da população mundial em relação à violência armada aumentou drasticamente, tornando a guerra não só indefinida no tempo, mas no espaço também. Logo, sob este pretexto, as zonas de confronto não são mais estabelecidas claramente como outrora, mas sim pode estar em qualquer lugar e com os drones é possível delimitar essas tais áreas, que são chamadas de "kill box"(em português: caixa da morte). As kill boxes nada mais são do que áreas especuladas por drones onde uma vez sinalizadas como tal, são bombardeadas num fogo livre, onde seu tamanho pode variar de acordo com a necessidade do momento. Projetos para o futuro tendem a diminuir o tamanho dos drones até o tamanho de um inseto para que as kill boxes possam ser cada vez mais precisas e cirúrgicas violando cada vez mais assim o princípio de liberdade

### 7. Contrainsurgência pelo ar
Com a alegação de guerra ao terrorismo, o próprio Estado pratica o verdadeiro terrorismo, o qual os combatentes adversários tentam empregar com bombas. Por via aérea, o Estado promove uma situação de terror na população ao passo que cria uma guerra onde não há perdedores ou vencedores, mas sim uma guerra perpétua onde o civis são cada vez mais jogados contra o próprio governo americano produzindo um ciclo de vingança. Outra arma utilizada pelo Estado é deslegitimar o movimento de cunho político oposto, marginalizando o inimigo e classificando-os como meros terroristas

### 8. Vulnerabilidades
Os grandes heróis invulneráveis dos mitos, como Aquiles e Siegfried, se mostram na realidade vulneráveis em algum ponto, e com os drones não é diferente. Ao passar dos anos técnicas tem sido desenvolvidas para ludibriar e burlar os sistemas dos drones. Insurgentes se aproveitam da latência da imagem gerada pelo drone para se descolar em zigue-zague para fazer com que os drones errem o alvo.Outros grupos tem hackeado os sinais transmitidos pelos drones para obterem também as imagens geradas pelo mesmo, tendo assim acesso ao mesmo material de espionagem que o inimigo. A baixa no custo para produção de drones tem feito com que o inimigo agora também possua drones, podendo produzi-los em sua própria casa.  

## Ato II - Éthos e Psiquê

### 1. Drones e camicases

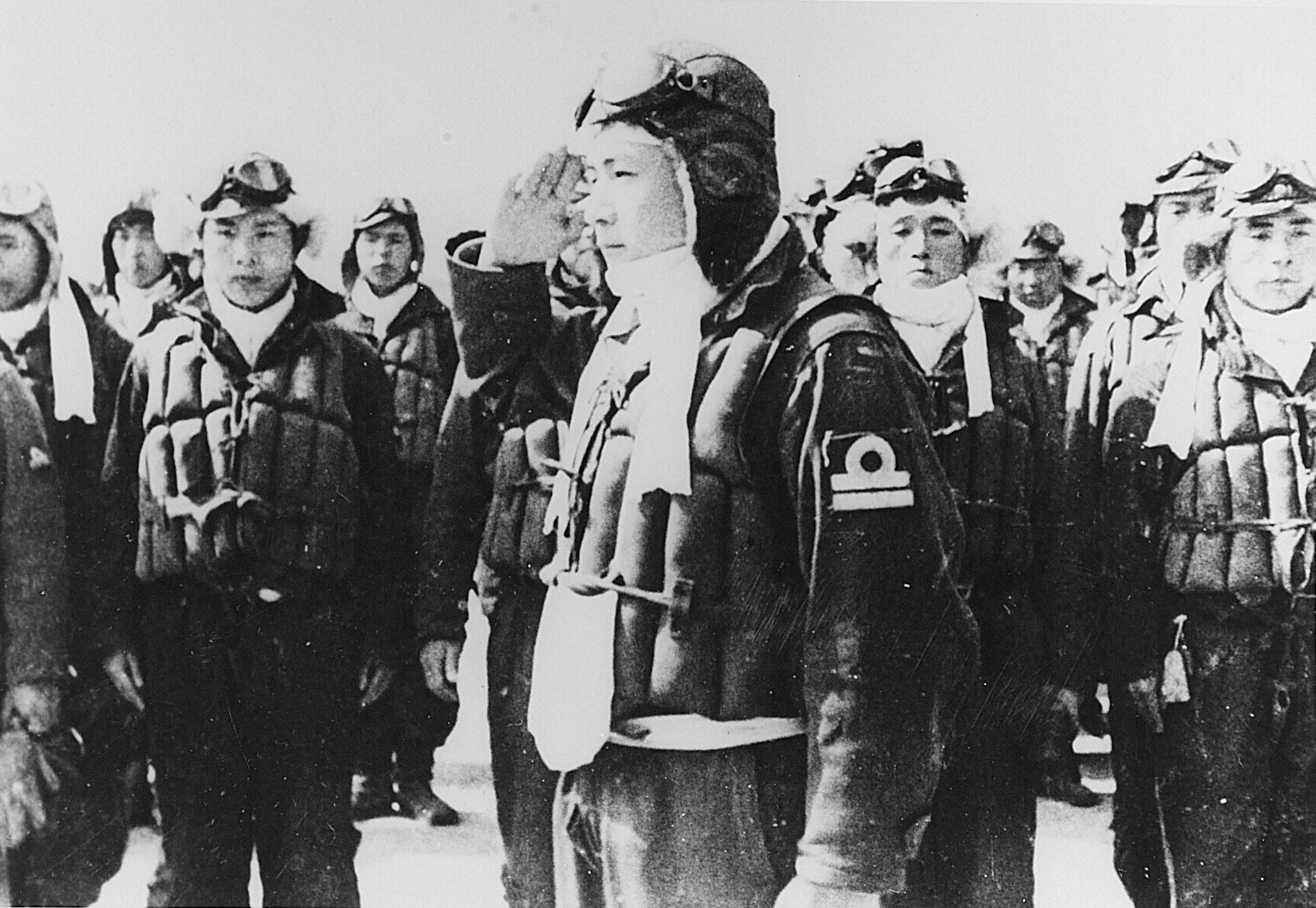
Pilotos camicases

Drones e camicazes são opostos por natureza, enquanto um sacrifica sua própria vida em prol de algo maior, drones são exatamente o oposto, onde há a ausência da carne e a proteção do homem. Ambas as táticas são vistas como algo horrível pelos seus inimigos, de um lado os norte-americanos julgam um ataque suicídio como um desprezo à vida, do outro, os Palestinos julgam ataques com drones uma forma covarde de ataque. Entretanto, ambas as formas se distanciam da nossa ideia de punição à quem comete crimes, uma pela morte auto infligida do autor e a outra pela distância do autor.

### 2. "Que morram os outros"
Ao defender os drones, David Bell relembra que embora a tecnologia seja nova, o desejo de se matar inimigos a distância é algo que vem sido pensado há tempos. É comparada também o abatimento unilateral em guerras e a explicação encontrada para tal acontecimento é a disparidade econômica entre os lados em guerra, onde o rico sempre tem a vantagem tecnológica, tal qual teorizou Voltaire.

### 3. Crise no éthos militar
Antigamente, o éthos militar possuía certas virtudes como: sacrífico, coragem e heroísmo que tornavam massacres algo aceitável assim como estar disposto a morrer também. Entretanto, o uso de drones elimina todas as virtudes citadas anteriormente, causando assim uma crise no éthos militar. Um argumento em favor à virtude do uso de drones seria que a “aeronave não tripulada impede a potencial perda das vidas da tripulação, ela é em si mesma moralmente justificada”. Pilotos de drone ao serem questionados sobre o que seria bravura, citam que bravura é ter a atitude correta pelas razões corretas, outro de maneira mais explicita, diz que bravura é ter a coragem de tirar a vida de alguém, de uma maneira resumida, bravura para eles significam realizar o trabalho sujo. Mas um tipo de bravura é certa para os operadores de drone, a bravura de se submeter a danos psíquicos causados pelos diversos assassinatos cometidos.

### 4. Psicopatologias do drone
Neste capítulo o autor faz uma espécie de dialética em torno dos possíveis problemas psicológicos causados em pilotos de drones decorrido das diversas mortes causadas pelos mesmos. Há várias divergências, e muitas delas são abordadas neste capitulo, mostrando pesquisas que corroboram e que também discordam dos impactos causados pelos assassinatos, assim como entrevistas onde operadores dizem lidar como se fosse um videogame e em outras onde dizem sofrer com o estresse e ter problemas de relações familiares. No final o autor deixa claro as divergências no assunto e deixa em aberto se seria mais desejável que os pilotos fossem frios e não sofressem de problemas de ordem psicológica ou se o contrário onde seriam acometidos potencialmente por neurose.

### 5. Matar a distância
Uma teoria sobre a repugnância ao matar foi elaborada por um psicólogo e ex-militar chamado Dave Grossman, onde quanto maior a distância até o alvo, menor seria a repugnância ao matar, porém isso abre uma questão, onde se encaixaria o drone neste espectro? A resposta pode variar de acordo com o piloto, afinal, ao mesmo tempo que um drone mata à distância é possível acompanhar a vida de quem se mata, analisar sua rotina e até mesmo se aproximar de certa maneira. Logo pode se dizer que há dois tipos de pilotos de drone, o primeiro desenvolve uma habilidade psicológica onde como se existisse um interruptor dentro de sua cabeça ele consegue separar sua vida pessoal de sua vida profissional onde em uma ele trata sua família com amor e carinho e noutra ele se torna um assassino dentro de uma sala. O segundo desenvolve problemas de estresse e mal consegue conciliar trabalho e família pois carrega consigo o peso da culpa. O capítulo ainda faz uma alusão entre pilotar um drone e utilizar o Anel de Gyges.

## Ato III - Necroética

### 1. A imunidade do combatente
A busca de uma guerra com o menor número de morte de soldados possível, desejada por governos que ao perceber a baixa na popularidade devido a perdas consideradas por boa parte da população sem sentido, fez com que a segurança dos soldados aliados se tornassem mais importante do que a segurança dos civis em áreas inimigas, buscando alento na ideia de que a vida de um militar aliado seria mais importante do que a vida de um civil, mesmo este estando armado até os dentes enquanto o civil mal pode se esconder dentro de sua casa para se proteger seja de qual lado for.

### 2. A arma humanitária
Baseando-se na lógica do mal menor, onde "aqueles que escolhem o mal menor esquecem muito rapidamente que escolhem o mal”, alguns defendem o drone como uma arma humanitária onde o problema citado no capítulo anterior é resolvido ao se poupar integralmente a vida do soldado aliado o removendo do campo de batalha e aumentando a precisão dos bombardeios, aumentando assim a precisão de mortes, poupando a morte tanto de civis quanto de soldados aliados, onde quem morre é apenas o inimigo.

### 3. Precisões
Embora a precisão de um drone seja de um senso comum quase perfeita, embora todas as notícias sobre o quão precisos são os Predatores permanecem inquestionáveis, mesmo sem fontes ou pesquisas que corroborem com elas, há uma certa dúvida que paira sobre a tal precisão, ao analisar dados mais de perto, é possível notar que a "precisão" do missil hell-fire abrange uma área mortal de 15m² e uma área de ferimento de 20m², o que já é o suficiente para questionar a precisão, afinal um míssil desses não seria utilizado para defender a vida de civis americanos em uma escola com um terrorista. Portanto apenas este dado já se contradiz com o argumento apresentado no capítulo anterior, porém há mais um argumento, embora pesquisas do exército de 2011 mostrem um resultado de zero mortes dentre os civis  ao se analisar de perto os métodos de pesquisa, foi possível verificar que foi considerado como combatente qualquer ser humano do sexo masculino em idade de combater.

## Ato IV - Princípios da Filosofia do Direito de Matar

### 1. Os assassinos indelicados
O título deste capítulo faz uma referência a um capítulo escrito por Albert Camus chamado "Os assassinos delicados" onde a ideia de que a morte só pode ser paga com a morte é representada num conto de Camus. A partir desta ideia, segundo Michael Walzer, onde é necessário arriscar a própria vida para assim ter o direito de se tirar vidas. Entretanto o piloto de um drone ao tirar vidas unilateralmente sob pretexto de proteger soldados americanos, deixa claro que para o governo americano há uma relativização acerca do valor de uma vida, onde uma vida vale mais do que a outra.

### 2. A guerra fora de combate
Ao ser vedado o direito de defesa do inimigo, a guerra unilateral tendencia mais à uma ação policial do que à uma guerra de verdade, sob pretexto de que o inimigo é mau, entretanto há uma reflexão no capitulo onde aquele que vence uma guerra, através da força, é invariavelmente o lado bom e quem perde o lado mau. A conclusão é de que sem o direito e matar válido a ambos os lados, a guerra deixa de existir e em seu lugar resta apenas punição.

### 3. Licence to kill
Embora o drone não se encaixe em um instrumento justo de guerra, também não se encaixa como um instrumento de policiamento, uma vez que deveria agir de acordo com a policia, algo que não ocorre, logo um instrumento que não pode ser considerado de guerra nem de policiamento, seria qual tipo de instrumento? A "solução" para este problema parte da ideia de que os EUA possuem “a capacidade discricionária de atacar em qualquer lugar do mundo onde haja um alvo, sem ter de postular um estado de conflito armado permanente em escala mundial”, algo que revela "fragilidades jurídicas"

## Ato V - Corpos Políticos

### 1. Tanto na guerra como na paz
Nesta parte do livro, o autor discorre sobre como o Estado se utiliza de sua população sob a desculpa de proteção da mesma em tempos de paz e que em tempos de guerra os papéis devem ser invertidos a fim de perpetuar este esquema descrito por Hobbes. A partir disto, chega-se a conclusão de que é necessário uma vulnerabilidade dos protegidos para que haja um protetor, entretanto a dronização mesmo reduzindo a zero o numero de morte de soldados, tende a se afastar desta lógica perpetuando ainda mais a violência do Estado.

### 2. Militarismo democrático
Devido a desconfianças no que tange a perda de vidas militares em operações, principalmente após a guerra no Vietnã, a preocupação em não ter baixas militares cresceu e a opinião pública sobre a militarização se tornou mais hostil, diminuindo assim o número de civis que desejam se tornar militares, e como uma aparente solução para estes problemas surge o drone, preservando a vida de soldados, substituindo soldados em campos entretanto, tornando mais vulnerável o bem estar dos civis em campo inimigo

### 3. A essência dos combatentes
Mais uma vez o autor questiona a legitimidade de se combater com drones, desta vez a partir de Hegel, onde as armas seriam a essência dos combatentes, e drones não teriam lugar. O drone torna o combate mais desumano a partir do momento em que não há uma ligação mais próxima entre os combatentes, ligação pode evitar o pressionar do gatilho. Ao final o autor reflete sobre quando a população se dará conta de que estes dispositivos de vigilância também devem ser utilizados um dia contra ela mesma.

### 4. A fábrica dos autômatos políticos
Futuramente é provável que os drones evoluam para verdadeiros policiais robôs, de trabalho autômato, onde não já se necessita mais de um operador, mas apenas de um algoritmo, exercendo poder sobre a sociedade enquanto se distancia da mesma cada vez mais, tal como escreveu Engels. A frieza do autômato é superior a do piloto de drone, visto que os meios para se render ao robô seriam ainda menores ou até inexistentes em comparação aos meios com uma câmera vigiada por um humano. desta maneira, o Estado apoderaria ainda mais sobre os civis.